# Kunihiko Sugano
Kunihiko Sugano (jap. 菅野 邦彦, Sugano Kunihiko; * 13. November 1936 in der Präfektur Tokio) ist ein japanischer Jazzpianist.
Sugano spielte ab den 1950er-Jahren in der Tokioter Jazzszene u. a. mit George Kawaguchis The Big 4, Isao Suzuki, ferner arbeitete er mit eigenen Formationen wie dem Kunihiko Sugano Quartet und dem Kunihiko Sugano Trio (u. a. mit Eizō Honda). Unter eigenem Namen legte er in den späten 1960er- und 1970er-Jahren Alben wie Finger Popping (1968, mit Yoshio Ikeda, Hiroshi Yamazaki), Love Is a Many Splendored Thing (TBM, 1974, mit Yoichi Kobayashi, Teruhiko Takada, Yoichi Ogawa), Hullo Again (1981, mit Satoshi Kosugi, Joe Jones Jr.) vor. Mit Eiji Kitamura entstand 1973 das gemeinsame Produktion Collaboration (mit Masanaga Harada und Hiroshi Sunaga); mit dem Bassisten Isao Suzuki nahm er 1980 das Duoalbum Sincerely Yours auf. Im Bereich des Jazz war er zwischen 1967 und 2011 an 10 Aufnahmesessions beteiligt.
Der Tontechniker Okihiko Sugano ist sein älterer Bruder.